# Shangri Lhagyal
Chamdowa Tsawabomei Shangri Lhagyal (1921-1984) (également connue sous le nom de Chamdowa Shangri Lhagyal ou Shangri Lhagyal ) est un combattant de la résistance tibétaine contre les forces d'occupation chinoises en 1958-1959. Il est l'un des commandants de la guérilla Chushi Gangdruk et s'enfuit en Inde en avril 1959, peu après l'arrivée du 14e dalaï-lama.

## Lieu de naissance
Shangri Lhagyal est né dans le village de Tongpa Bangzo, comté de Zogan, préfecture de Chamdo, dans l'est du Tibet, en 1921. Ce village est connu pour ses sources chaudes naturelles et ses variétés d'arbres fruitiers. Tsawabomei compte six villages dispersés avec cinq monastères et couvents. Chaque village est séparé de vingt à trente minutes à pied. Il possède également une montagne sacrée, Kulagyaltsen, où les habitants font des offrandes religieuses à leur divinité natale

## Commandant du Chushi Gangdrug à Gongkar
Juchen Thupten Namgyal, ancien Premier ministre du gouvernement tibétain en exil à Dharamsala en Inde, a mentionné que Chamdowa Shangri Lhagyal était l'un des commandants du Chushi Gangdrug au Dzong de Gongkar. Il a déclaré : « À Gongkar Dzong, Chamdowa Shangri Lhagyal et Derge Chudobu Wangchuk Tsering étaient les deux commandants du Chushi Gangdrug... Makchi (commandant) Shangri Lhagyal a convoqué une réunion à Gongkar avec ses soldats et les nouveaux arrivants de Norbulingka. Ils ont partagé leurs récits de bataille, et il a partagé la situation précaire à Norbulingka et la fuite en toute sécurité de sa sainteté le dalaï-lama de Lhassa. ... Ils ont discuté des plans futurs ... Makchi Shangri Lhagyal doit rester à Gongkar ... ".

## Victoire dans la bataille de Dra
"Le 9 novembre 1958, Chamdowa Shangri Lhagyal a mené avec succès une attaque contre les troupes chinoises à Drashi Dra. À minuit, alors que Ratuk Ngawang et ses troupes campaient à Drashi Phu, un messager est revenu et les a informés de la situation dans les environs. Alors qu'ils avançaient dans la nuit, ils atteignirent Drashi Dra, à environ 65 km de Gongkar, dans la matinée. Ici, ils rencontrèrent les forces dirigées par Chamdowa Shangri Lhagyal.

## La fuite du 14e dalaï-lama du Tibet vers l'exil en 1959

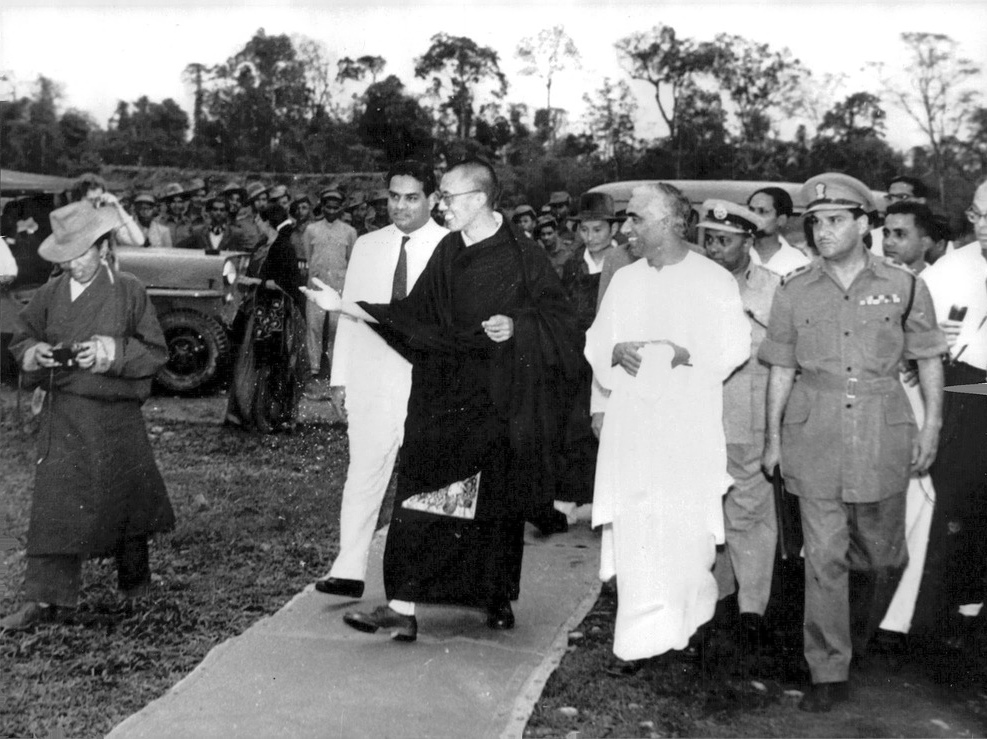
Le dalaï-lama avec PN Menon le 18 avril 1959 en Inde

Le 14e dalaï-lama s'est échappé sain et sauf du Tibet et s'est exilé en Inde en 1959. Le 17 mars 1959, lui et son entourage ont commencé leur voyage d'évasion depuis Lhassa au Tibet et ont atteint la frontière indienne le 31 mars 1959. Pendant toute la durée de leur évasion, le Chushi Gangdrug Tenshung Danglang Mak l'a escorté en sécurité en Inde. A la frontière indienne, le Chushi Gangdrug Tenshung Danglang Mak et les soldats de l'armée tibétaine se sont mis en formation pour un salut d'adieu et ont demandé la bénédiction du dalaï-lama,.
À ce moment-là, il lui était difficile de dire au revoir au Chushi Gangdrug Tenshung Danglang Mak et aux soldats de l'armée tibétaine qui avaient escorté le dalaï-lama et son entourage jusqu'à la frontière indienne en toute sécurité depuis Lhassa  A Bomdila, il a été accueilli par Parappil Narayana Menon et l'interprète Sonam Topgyal Kazi porteur d'un télégramme du Premier ministre Nehru : « Mes collègues et moi vous souhaitons la bienvenue et vous saluons pour votre arrivée en Inde. Nous sommes heureux de vous apporter les facilités nécessaires pour vous, votre famille et votre entourage pour résider en Inde. Le peuple indien, qui vous tient en grande vénération, accordera sans aucun doute son respect traditionnel à votre personnage. Cordialement à vous. Nehru.

## Assistance à la fuite de Rinchen Dolma Taring
Rinchen Dolma Taring (connu sous le nom de Taring Amala) était l'un des éducateurs les plus éminents de la communauté tibétaine en exil en Inde et la fondatrice de la « Fondation des maisons tibétaines, SOS Tibetan Children Village » à Mussoorie, en Inde. Elle a écrit son autobiographie en 1986 : Daughter of Tibet: The Autobiography of Rinchen Dolma Taring.
Dans l'autobiographie de Rinchen Dolma Taring, elle raconte comment Shangri Lhagyal l'a aidée à s'échapper en toute sécurité vers l'Inde : « Shangri Lhagyal était un homme gentil et doux d'environ trente-sept ans. Il m'a demandé de m'asseoir et m'a félicité pour mon évasion, mais il était désolé de me dire que Taring Dzasa n'était pas avec le groupe de sa sainteté : il avait accompagné le groupe, donc il le savait. Il a ajouté "Je vous donnerai volontiers une lettre - d'où comptez-vous entrer en Inde ? " J'ai répondu : " Depuis le Bhoutan ", et il m'a assuré qu'il n'y avait aucun Chinois sur le chemin, mais il m'a demandé : " Les Bhoutanais vous laisseront-ils passer ? " Rabge a immédiatement répondu : " Oui, ils le feront, parce que la femme de leur Premier ministre est la fille de Tsarong et que leur reine est la cousine de Taring Dzasa." .

## Chushi Gangdrug se rend au gouvernement indien
Après la fuite du Dalaï Lama, l’idée d’une nouvelle bataille avec les troupes communistes chinoises fut abandonnée. Andrug Jindak a persuadé Kunga Samten Dewatshang à Tawang de remettre ses armes aux autorités indiennes. Shangri Lhagyal et d'autres combattants du Chushi Gangdrug ont remis leurs armes aux responsables indiens à Tezpur, en Inde. Ils offrirent un cheval et une Khata (écharpe tibétaine) aux gardes indiens et accomplirent les formalités, et traversèrent la frontière où ils furent accueillis par un représentant du gouvernement tibétain Tsedrung Jampa Wangdu. Le 29 avril 1959, ils remirent leurs fusils, munitions et toutes autres armes au commissaire adjoint du district de Tezpur et furent autorisés à prendre leur or, leur argent et leurs autres objets de valeur.

## Biographie
Trois chercheurs – Tashi Dhondhup, Dorjee Damdul et Tashi Gelek – ont mené des recherches approfondies sur la vie de Shangri Lhagyal et son rôle majeur dans Chushi Gangdrug Tenshung Danglang Mak en 1959. Parallèlement à l'histoire de la vie de Shangri Lhagyal, les chercheurs raconte l'histoire. du Tibet de 1947 à 1959 dans un livre publié en 2019.
Les chercheurs sont guidés par une spécialiste du Tibet, le professeur Carole McGranahan, en tant que rédactrice. McGranahan est une experte historique et anthropologique du Chushi Gagndrug Tenshung Danglang Mak.